# Entertainment Cafe Candy

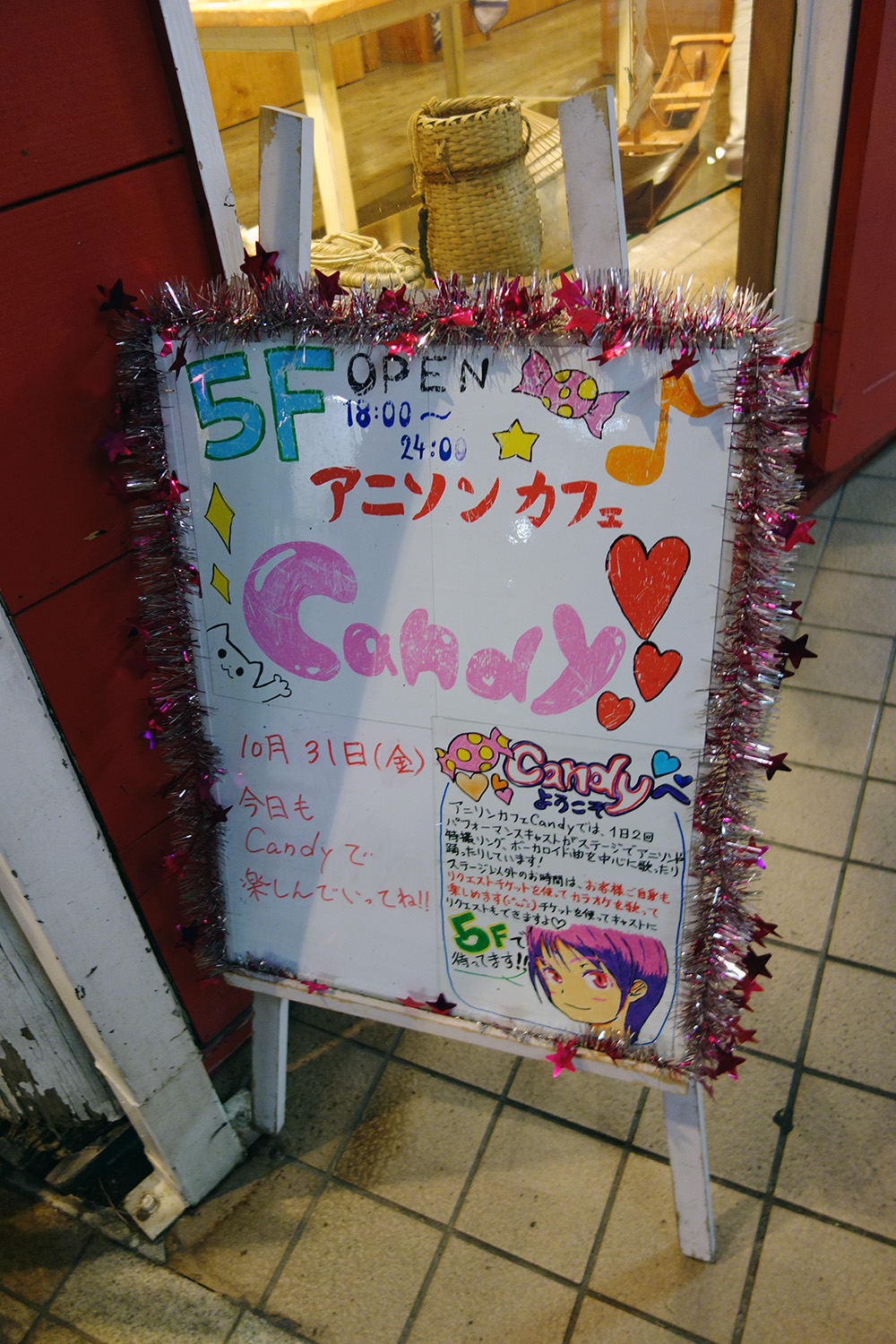
Entertainment Cafe Candyの入看板。

Entertainment Cafe Candy（エンターテインメント カフェ キャンディ）は沖縄県那覇市牧志のソシアルビルコスモに所在するカフェバーである。「アニソンカフェ Candy」または単に「Candy」とも呼ばれる。

## 概要
2009年11月12日にオープンした那覇市の萌えスポットの1つ（オープン当時は県内唯一の萌えスポット、その後2010年にいくつかのメイド喫茶が県内にオープンした。）。アニメソング（特撮の主題歌やゲームの主題歌なども含む）が通信カラオケで歌えるスポットである。稀に、アニメソング以外の曲が歌える日もある。
人数のキャストは、パフォーマンスキャスト（これを略してPCとも呼ばれる）として、毎日2回、ステージを行っている。
曲は、リクエストチケット（5枚入りで1000円）に曲名を書いて歌ったり、PCに歌わせたりできるが、2011年4月現在は、開店時間である18時から2時間、無料で歌うことができる。
オムライスなど一部のメニューは、メイド喫茶とほぼ同じ雰囲気である。
用いられている通信カラオケは、JOYSOUNDである。

## 所在地・営業時間
- 所在地：沖縄県那覇市牧志2-7-22 ソシアルビルコスモ5F
- 営業時間：18:00 - 24:00（JST）
  - 現在は木曜日定休日であるが、稀に木曜日でも営業する場合がある。